# 香西資村
香西 資村（こうざい（かさい） すけむら、寿永2年（1183年） - 嘉禎元年7月7日（1235年8月22日））は、鎌倉時代の武将。藤原 資村とも書く。官位は無位、左近将監。
香西氏の始祖。

## 経歴
新居資光の子。承久3年（1221年）承久の乱で鎌倉幕府側について戦功をあげた。これにより、讃岐国阿野郡・香川郡の郡司となり、香川郡笠居郷の佐料に地頭屋敷を構えたことから「香西」を称するようになる。嘉禎元年（1235年）に死去。享年53。

## 参考
- 藤井公明「香西氏研究」 （日本語） （『高松短期大学 研究紀要』第13号、1983年）
- デジタル版 日本人名大辞典+Plus （日本語）